# Белорусская партия свободы
Белорусская партия свободы (бел. Беларуская Партыя Свабоды) — белорусская консервативная политическая партия националистического характера, существовавшая в 1992—2003 годах. Де-факто продолжает деятельность.

## История
Основана в 1992 году группой студентов Минского педагогического института во главе с Сергеем Высоцким. В 1993 году партией проведена первая мирная демонстрация протеста, участники которой призывали вывести российские войска из Беларуси. В 1995 году глава партии Высоцкий на выборах депутатов Горсовета Минска набрал 53 % голосов, но результаты выборов формально были признаны несостоявшимися.
Участники БПС участвовали в националистических митингах 1990-х годов, вынося бело-красно-чёрные флаги и выходя в чёрных рубашках. Лозунгами партии были «Слава национальной революции!» (бел. Жыве Нацыянальная Рэвалюцыя!) и «К борьбе — к победе!» (бел. Да барацьбы — да перамогі!). Партия неоднократно предпринимала попытки зарегистрироваться, но Минюст в официальной регистрации партии отказал. В 2000 году на съезде партии Высоцкого лишили полномочий и исключили из партии. Высоцкий и группа членов БПС не признали результатов съезда. В 2003 году партия самораспустилась, большая часть её членов ушла в новообразованный «Правый альянс».
Де-факто партия продолжает деятельность по сегодняшний день. Сергей Высоцкий со сторонниками оказывал помощь активистам Евромайдана. Партия стала одной из основательниц Альянса Балто-Черноморских наций.

## Характеристика
Лидер партии С. Высоцкий характеризовал её идеологию как национально-консервативную. Партия выдвигала лозунги «Беларусь для Беларусаў», «Расейскія акупанты — прэч зь Беларусі!», «Не ганебнай амерыканізацыі Беларускага грамадства!». Членами партии были преимущественно представители молодёжи.